# Швец, Степан Иванович
Степан Иванович Швец (31 мая 1905 — 3 января 1998) — советский военнослужащий, участник Великой Отечественной войны, Герой Советского Союза, командир эскадрильи 16-го гвардейского авиационного полка дальнего действия 1-й гвардейской авиационной дивизии дальнего действия 1-го гвардейского авиационного корпуса Авиации дальнего действия, гвардии майор.

## Биография
Родился (18) 31 мая 1905 года в селе Булгаковка (ныне — Кременского района Луганской области Украины). Работал на Рубежанском заводе силикатного кирпича, на шахте в городе Лисичанск Луганской области.
В Красной Армии с 1931 года. В 1933 году окончил школу лётчиков.
На фронтах Великой Отечественной войны с августа 1941 года. К июлю 1943 года совершил сто девяносто успешных боевых вылетов на бомбардировку объектов в глубоком и ближнем тылу врага.
Указом Президиума Верховного Совета СССР от 18 сентября 1943 года за образцовое выполнение боевых заданий командования и проявленные при этом мужество и героизм гвардии майору Швецу Степану Ивановичу присвоено звание Героя Советского Союза с вручением ордена Ленина и медали «Золотая Звезда».
За все военные годы С. И. Швец на самолётах Ил-4 и В-25 совершил двести шестьдесят семь успешных боевых вылетов. С 1946 года гвардии подполковник Швец С. И. — в отставке. Жил в городе Днепропетровске. Умер 3 января 1998 года.